# Уънчан
Уънчан (на традиционен китайски: 中国文昌航天发射场, на опростен китайски, на пинин: Zhōngguó wénchāng hángtiān fāshè chǎng, на английски: China Wenchang Spacecraft Launch Site, сокр. WSLC) е четвъртия китайски космодрум.
Разположен е на острове Хайнан (по-рано известен курорт), в най-южната част на Китай.
Космодрумът Уънчан ще има ключово значение в амбициозната китайска космическа програма. Ще се използва за доставка на орбита на компоненти за националната космическа станция, както и за мисиите на Луната и Марс.